# Žebračka
Žebračka je národní přírodní rezervace, zřízená k ochraně pozůstatku lužního lesa v povodí Bečvy. Jde o území s rozlohou cca 228 ha, ohraničené Přerovem (JZ), Bečvou (JV) a železniční tratí Přerov–Bohumín.

## Popis lokality
Národní přírodní rezervace Žebračka byla zřízena 4. června 1949 k ochraně pozůstatku lužního lesa v povodí Bečvy. Nachází se v těsném sousedství severního předměstí města Přerova. Lokalita, která zahrnuje unikátní zbytek původně rozsáhlých lužních lesů údolní nivy řeky Bečvy. Rokem vyhlášení patří mezi nejstarší rezervace v regionu. Její rozloha činí 227,6 ha a tvoří ji lesní komplex přibližně obdélníkového tvaru mezi Bečvou, městem Přerov a železniční tratí Přerov–Bohumín.

### Flóra
Dřevinná skladba se v některých částech lesa blíží přirozené skladbě, která by se vyvinula bez zásahu člověka. Bylinné patro tvoří typická květena lužního lesa.
Území rezervace bezprostředně sousedí s katastrem území města Přerova a tak slouží současně jako příměstský les pro jeho obyvatele.

### Fauna
Rezervace má také značný ornitologický význam, a to jednak jako důležitá evropská křižovatka ptačích tahů jednak jako hnízdiště a místo pobytu řady druhů, kterých zde během posledních 20 let bylo pozorováno přes 139.

## Fotogalerie

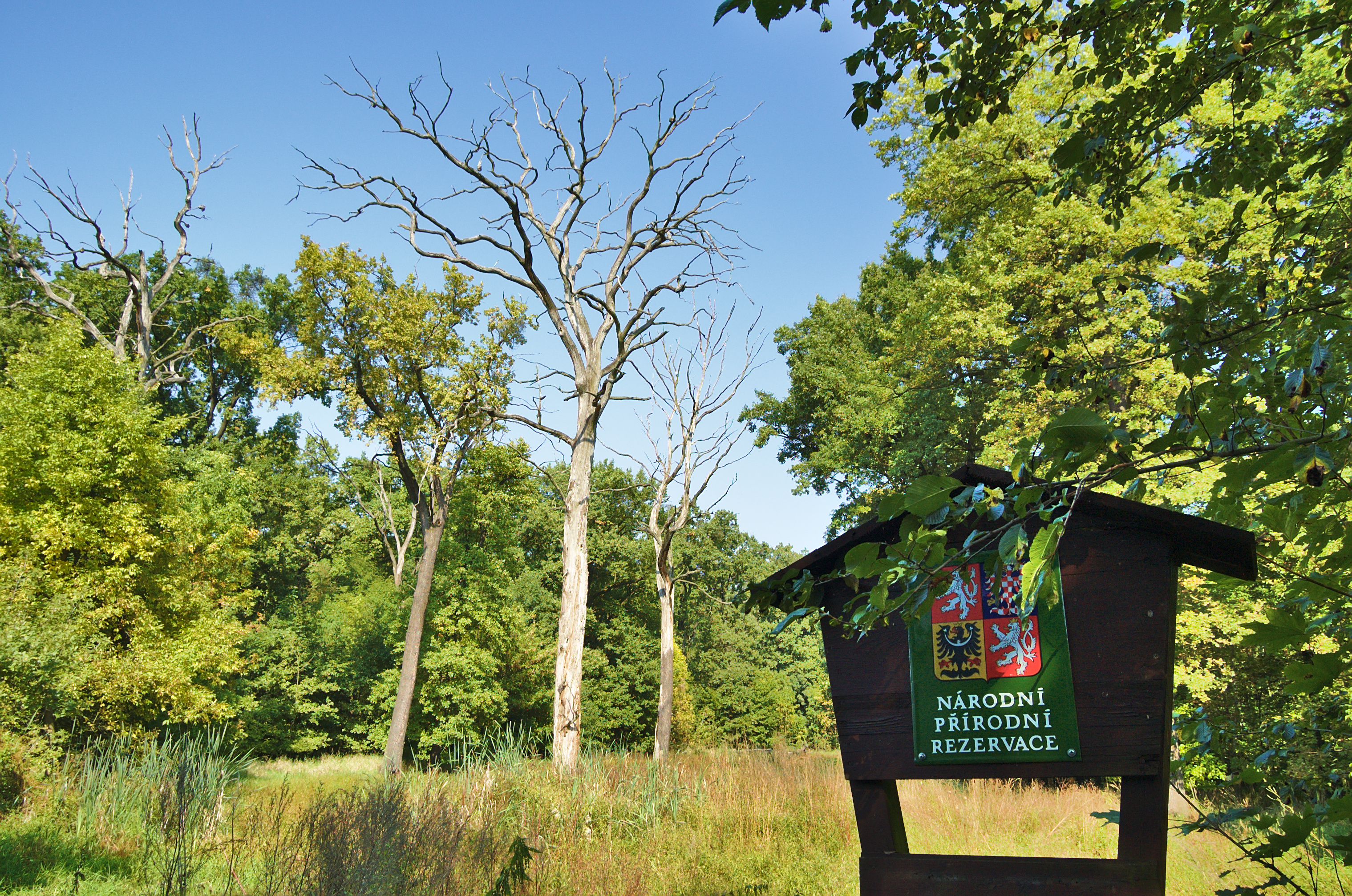
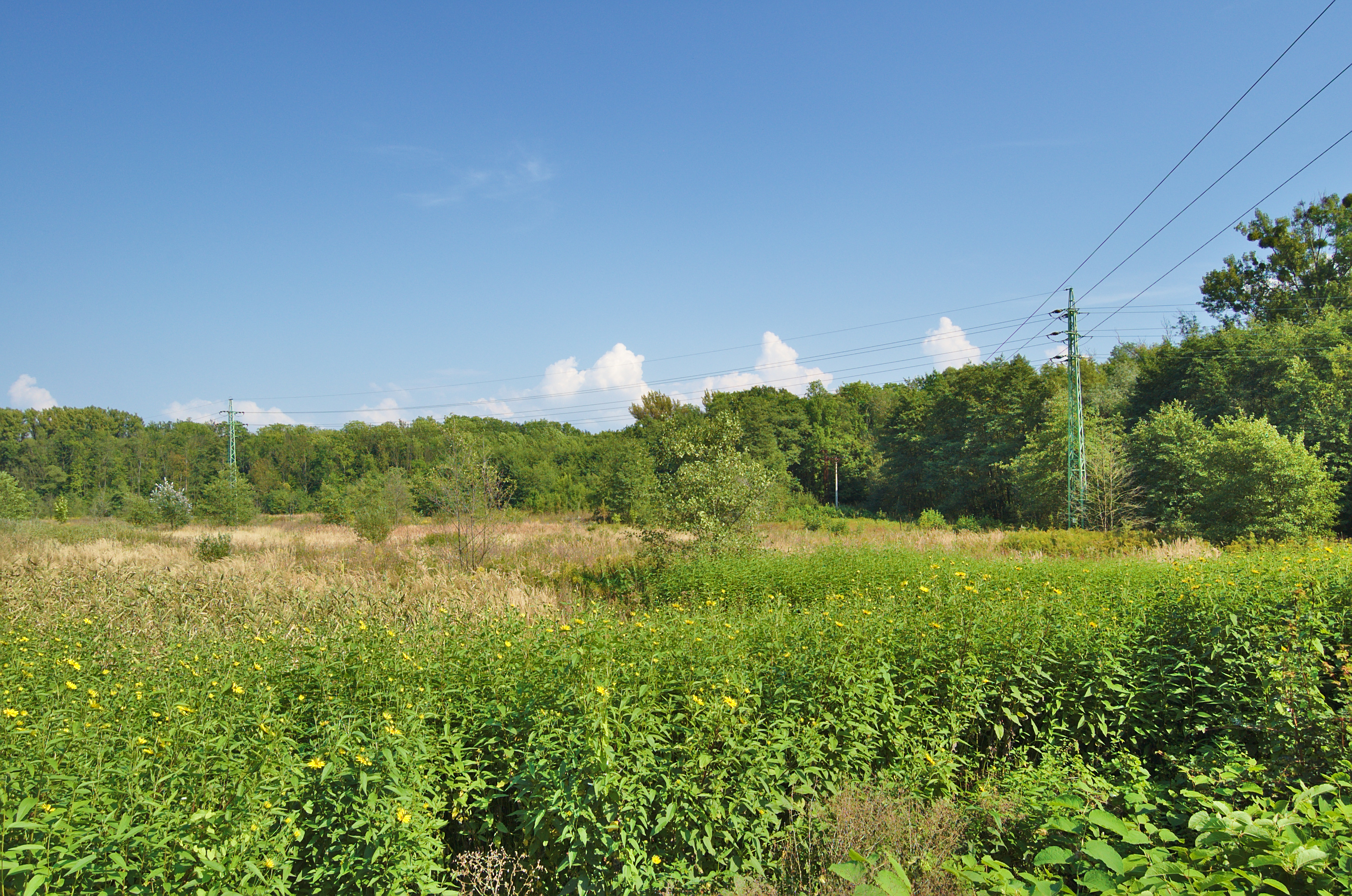
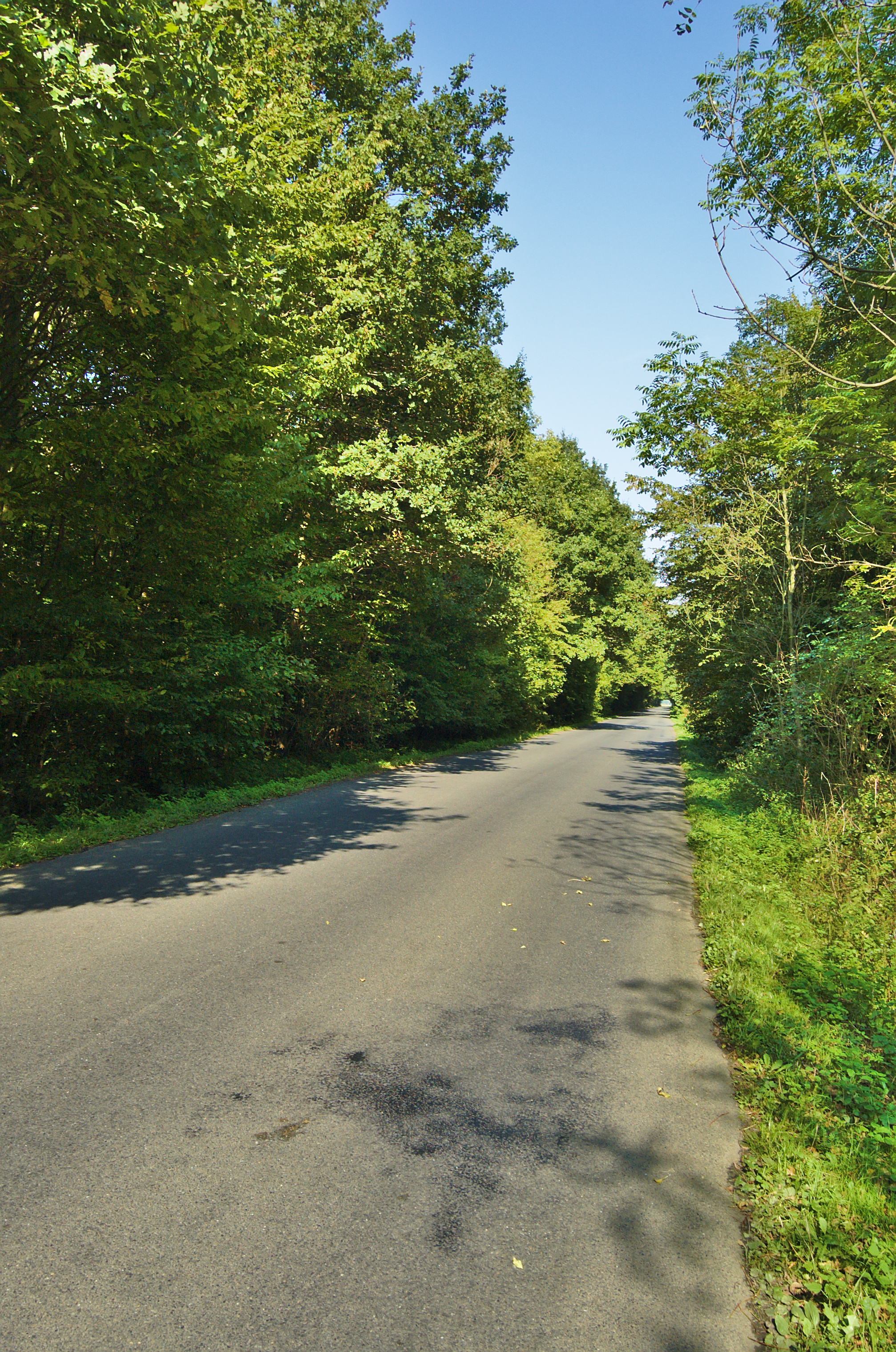
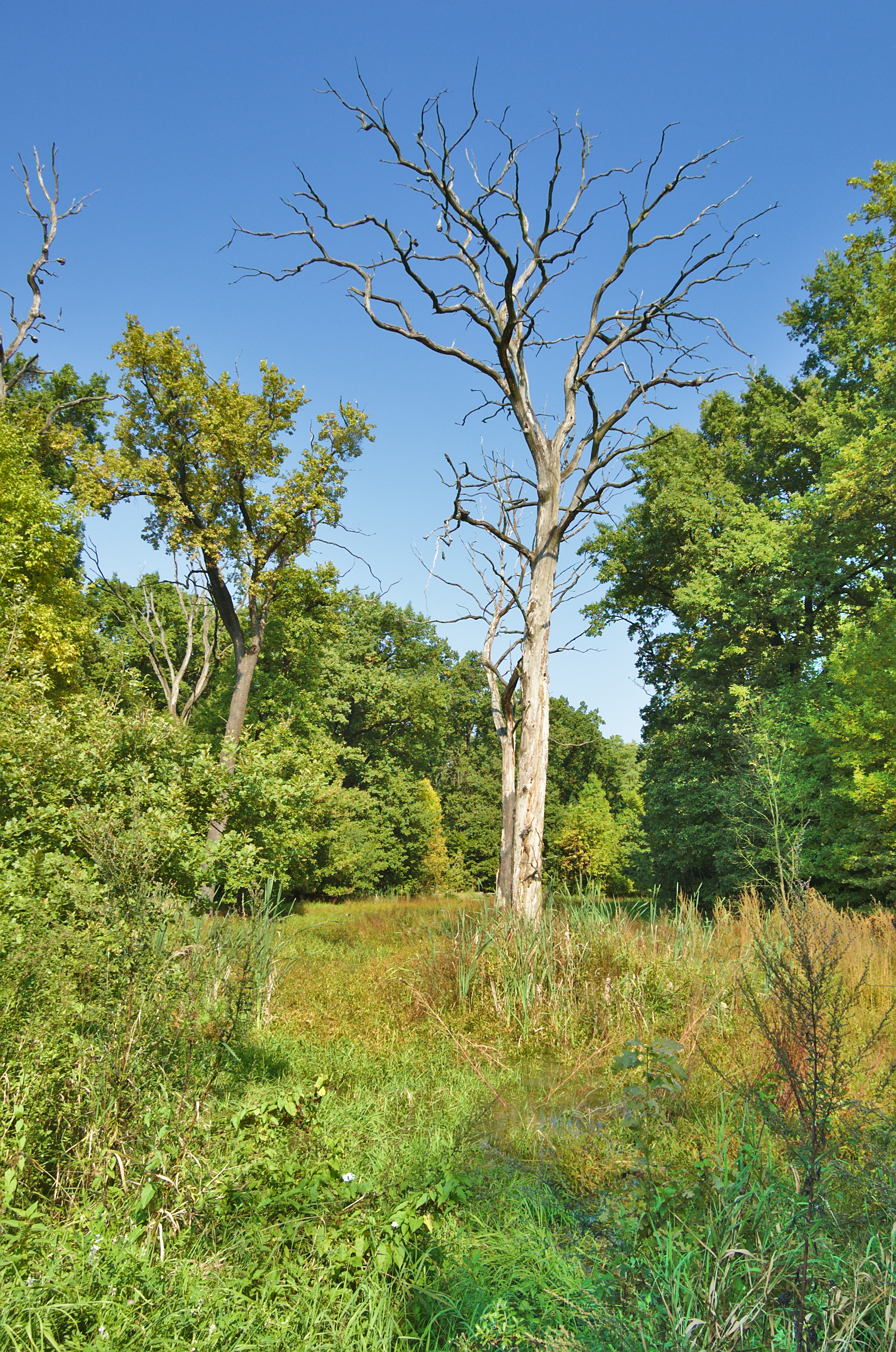